# اليوم العالمي للمناطق الرطبة
اليوم العالمي للمناطق الرطبة هو نتاج اتفاقية وقتعها 151 دولة في 2 فبراير 1971 في مدينة رامسار في إيران. تتضمن الاتفاقية قوانين حول تنفيذ البرامج وتطبيق السياسات المتعلقة بالمحافظة على التنوع البيولوجي و التنمية المستدامة للموارد الطبيعية.